# Mentiras piadosas
Mentiras piadosas è il settimo album in studio del cantautore spagnolo Joaquín Sabina, pubblicato nel 1990.

## Tracce
1. Eclipse de mar – 4:15
2. Pobre Cristina – 4:30
3. Y si amanece por fin – 4:38
4. El muro de Berlín – 4:18
5. Mentiras piadosas – 3:35
6. Con un par – 5:14
7. Corre, dijo la tortuga – 4:12
8. Con la frente marchita – 5:01
9. Ataque de tos – 4:03
10. Medias negras – 4:49
11. Ponme un trago más – 4:17
12. A ti que te lo haces – 4:17